# NFL 1928
Die NFL-Saison 1928 war die neunte Saison der US-amerikanischen Footballliga National Football League (NFL). Meister der Liga wurden die Providence Steam Roller.
Die Cleveland Bulldogs und die Duluth Eskimos musste vor Beginn der Saison den Betrieb einstellen. Die Buffalo Bisons mussten aus finanziellen Gründen eine Wettkampfsaison aussetzen. Das neue Team Detroit Wolverines wurde am Ende der Saison vom Eigentümer der New York Giants Tim Mara gekauft und eingestellt.

## Tabelle
| Team                     | S  | N | U | SQ    |
| ------------------------ | -- | - | - | ----- |
| Providence Steam Roller  | 8  | 1 | 2 | 0,889 |
| Frankford Yellow Jackets | 11 | 3 | 2 | 0,786 |
| Detroit Wolverines       | 7  | 2 | 1 | 0,778 |
| Green Bay Packers        | 6  | 4 | 3 | 0,600 |
| Chicago Bears            | 7  | 5 | 1 | 0,583 |
| New York Giants          | 4  | 7 | 2 | 0,364 |
| New York Yankees         | 4  | 8 | 1 | 0,333 |
| Pottsville Maroons       | 2  | 8 | 0 | 0,200 |
| Chicago Cardinals        | 1  | 5 | 0 | 0,167 |
| Dayton Triangles         | 0  | 7 | 0 | 0,000 |